# Olszanica (gmina)
Olszanica – gmina wiejska w województwie podkarpackim, w powiecie leskim.
Siedzibą gminy jest Olszanica.
Według danych z 30 czerwca 2004 gminę zamieszkiwało 5070 osób. Natomiast według danych z 31 grudnia 2017 roku gminę zamieszkiwało 4956 osób.
Gmina funkcjonowała na przestrzeni czasu w czterech odsłonach: 1934–1939, 1941–1944, 1945–1954 i od 1973. W latach 1975–1998 gmina położona była w województwie krośnieńskim.

## Struktura powierzchni
Według danych z roku 2002 gmina Olszanica ma obszar 94,02 km², w tym:
- użytki rolne: 33%
- użytki leśne: 61%

Gmina stanowi 11,26% powierzchni powiatu.

## Demografia

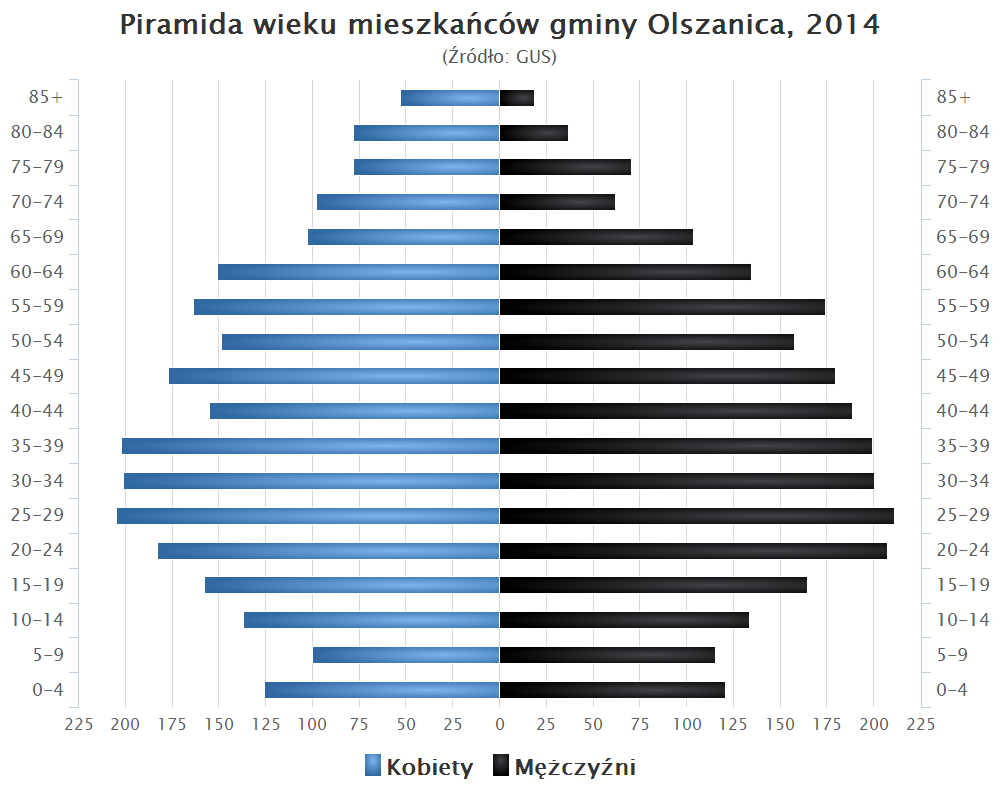
Piramida wieku mieszkańców gminy Olszanica w 2014 roku

Dane z 31 grudnia 2017 roku:
| Opis                              | Ogółem | Ogółem | Kobiety | Kobiety | Mężczyźni | Mężczyźni |
| --------------------------------- | ------ | ------ | ------- | ------- | --------- | --------- |
| jednostka                         | osób   | %      | osób    | %       | osób      | %         |
| populacja                         | 4 956  | 100    | 2 492   | 50,2    | 2 473     | 49,8      |
| gęstość zaludnienia (mieszk./km²) | 53     | 53     | 27      | 27      | 26        | 26        |

## Sołectwa
Olszanica, Paszowa, Orelec, Wańkowa, Uherce Mineralne, Stefkowa, Rudenka, Zwierzyń.

## Historia

### 1934–1939
Gmina zbiorowa Olszanica została utworzona po raz pierwszy 1 sierpnia 1934 w powiecie leskim w województwie lwowskim z dotychczasowych jednostkowych gmin wiejskich: Bereżnica Niżna, Myczkowce, Olszanica, Orelec, Rudenka, Stefkowa, Uherce Mineralne i Zwierzyń. Gminy te przekształcono 17 września 1934 w osiem gromad (sołectw) gminy Olszanica.

### 1939–1941
Po wybuchu II wojny światowej i agresji ZSRR na Polskę granica niemiecko-sowiecka przedzieliła gminę wzdłuż Sanu. Zasadnicza część gminy Olszanica znajdowała się po wschodniej stronie Sanu i przez to została włączone do ZSRR i utworzonego tam rejonu leskieo, gdzie została zniesiona (w ZSRR obowiązywał podział na sielsowiety, nie gminy). Do ZSRR włączono także pobliskie, należące do gminy Hoczew prawobrzeżne części gromad Bachlowa (około połowa, bez siedziby) i Średnia Wieś (około jedna czwarta powierzchni, bez siedziby), które zintegrowano z Uhercami Mineralnymi. 
Mniejsza, lewobrzeżna część gminy Olszanica została zajęta przez Niemców, wchodząc w skład Landkreis Sanok dystryktu krakowskiego Generalnego Gubernatorstwa. Obszar ten objął całą gromadę Bereźnica Niżna oraz fragmenty gromad Myczkowce (bez siedziby) i Zwierzyń (z siedzibą w zakolu Sanu). Fragmenty te utworzyły gromadę Zwierzyń o nowych granicach w gminie Hoczew.

### 1941–1944
Rejon leski przestał istnieć wraz z wybuchem wojny niemiecko-radzieckiej 22 czerwca 1941. Jego tereny weszły w skład Landkreis Sanok dystryktu krakowskiego Generalnego Gubernatorstwa. Na mocy dekretu Adolfa Hitlera z 1 sierpnia 1941, włączony do ZSRR obszar przedwojennej gminy Olszanica wszedł w skład Generalnego Gubernatorstwa i dystryktu krakowskiego w Landkreis Sanok. Po zmianie granic stref okupacyjnych, gmina Olszanica została restytuowana w jej oryginalnych granicach sprzed 1939. Liczba mieszkańców gminy w 1943 roku wynosiła 5584: 293 w Bereźnicy Niżnej, 378 w Myczkowcach, 1339 w Olszanicy, 532 w Orelcu, 486 w Rudence, 1167 2 Stefkowej, 1074 w Uhercach Mineralnych i 315 w Zwierzyniu.

### 1944–1945
Latem 1944, po zajęciu terenów na wschód od Sanu przez Armię Czerwoną, podział gminy Olszanica na Sanie zamanifestował się identycznie co w latach 1940–41. Główny obszar gminy Olszanica wszedł ponownie w skład ZSRR i reaktywowanego tam rejonu leskiego, po czym gmina Olszanica została zniesiona.
Mniejsza, lewobrzeżna część gminy Olszanica powróciły do Polski i powiatu leskiego. Obszar ten objął, tak jak w latach 1940–41, całą gromadę Bereźnica Niżna oraz fragmenty gromad Myczkowce (bez siedziby) i Zwierzyń (z siedzibą w zakolu Sanu), a fragmenty te utworzyły gromadę Zwierzyń o nowych granicach w gminie Hoczew.

### 1945–1954
W marcu 1945, w wyniku wytyczenia granicy między ZSRR a Polską, cały rejon leski wszedł w skład Polski, łącznie z rejonem Olszanicy i gromadą (sielsowietem) Bóbrka oraz zachodnimi częściami gromad Łobozew (Łobozew Dolny) i Ustjanowa (Ustjanowa Dolna), przed wojną należącycmi do gminie Łobozew. Powołona ponownie powiat leski. Na obszarze tym reaktywowano po raz kolejny gminę Olszanica, który powiększono o gromady Bereżnica Niżna i  Zwierzyń (przejściowo, 1944–45, w gminie Hoczew), a także o gromadę Zabrodzie, znajdującą się nieprzerwanie podczas wojny pod okupacją niemiecką, a która w latach 1944–45 przynależała przejściowo do gminy Wołkowyja (przed wojną oraz w latach 1941–44 w gminie Łobozew). 
Gmina Olszanica w nowej odsłonie objęła 10 gromad: osiem oryginalnych (Bereżnica Niżna, Myczkowce, Olszanica, Orelec, Rudenka, Stefkowa, Uherce Mineralne i Zwierzyń) i dwie dodatkowe (Bóbrka i Zabrodzie). Łobozew Dolny zintegrowano z gromadą Bóbrka a Ustjanową Dolną z gromadą Stefkowa.
18 sierpnia 1945 gmina Olszanica wraz z całym powiatem leskim weszła w skład nowo utworzonego  woj. rzeszowskiego.
W następstwie umowy o zmianie granic z 15 lutego 1951, do Polski powróciły m.in. wschodnie tereny dawnej gminy Łobozew, którą reaktywowano 1 stycznia 1952, a do której włączono z powrotem wsie Łobozew Dolny i Ustjanowa Dolna z gminy Olszanica. Natomiast sołectwa Bóbrka i Zabrodzie, należące przed wojną do gminy Łobozew, pozostawiono w gminie Olszanica, przez co liczba gromad pozostała bez zmian (10).
Gminę Olszanica zniesiono jesienią 1954 wraz z reformą wprowadzającą gromady w miejsce gmin. Jej obszar wszedł w skład trzech gromad: Olszanica, Orelec i Uherce Mineralne

### Od 1973
Gmina Olszanica została utworzona po raz czwarty 1 stycznia 1973 w powiecie bieszczadzkim w województwie rzeszowskim. W jej skład weszłо:
- 11 sołectw: Bóbrka, Myczkowce, Olszanica, Orelec, Rudenka, Stefkowa, Uherce Mineralne, Zabrodzie i Zwierzyń;
- 3 obręby geodezyjne: Bereźnica Niżna i Solina.

1 czerwca 1975 zniesiono powiat bieszczadzki i województwo rzeszowskie, a gmina Olszanica weszła w skład nowego województwa krośnieńskiego.
2 lutego 1976 do gminy Olszanica włączono obszar geodezyjny góry Jawor z gminy Ustrzyki Dolne. Po przyłączeniu Jawora do gminy Olszanica, granica gmin nie biegła już w tym miejscu na Sanie, natomiast w gminie Olszanica znalazło się w całości Jezioro Solińskie.
1 lutego 1977 od gminy Olszanica odłączono jej południowe sołectwa wokół Zbiornika Solińskiego – Bóbrkę, Bereźnicę Niżną, 
Myczkowce, Solinę i Zabrodzie, tworząc w nich rdzeń nowo utworzonej gminy Solina (do której włączono także cały obszar zniesionej gminy Wołkowyja oraz pojedyncze sołectwa gminy Ustrzyki Dolne). Tak okrojoną o połowę obszaru gminę Olszanica zrekompensowano natomiast o prawie cały obszar zniesionej gminy Ropienka na północy: Arłamów, Brelików, Grąziowa, Jamna Dolna, Jamna Górna, Jureczkowa, Kwaszenina, Leszczowate, Nowosielce Kozickie, Paszowa, Ropienka, Serednica, Stańkowa, Trójca, Trzcianiec, Wańkowa Wojtkowa, Wojtkówka i Zawadka. Tym samym do gminy Olszanica włączono obszerny obszar Pogórza Przemyskiego sięgający aż po Trójcę, a należący przed wojną do powiatu dobromilskiego a po wojnie do powiatu przemyskiego (gminy Wojtkowa, Rybotycze i Dobromil) oraz do powiatu leskiego (gmina Ropienka).
W tak obszernych granicach gmina Olszanica przetrwała zaledwie dwa miesiące. 1 kwietnia 1977 włączono do niej co prawda jeszcze dwa sołectwa z gminy Ustrzyki Dolne – Wolę Maćkową i Wolę Romanową, ale odłączono od niej jednocześnie jedenaście najbardziej północnych sołectw na Pogórzu Przemyskim – Arłamów, Grąziowa, Jamna Dolna, Jamna Górna, Jureczkowa, Kwaszenina, Nowosielce Kozickie, Trójca, Trzcianiec, Wojtkowa i Wojtkówka, włączając je do gminy Ustrzyki Dolne. Tym samym granica między gminami Olszanica a Ustrzyki Dolne biegła odtąd wzdłuż dawnej granicy gmin Ropienka i Wojtkowa. W takich granicach gmina Olszanica funkcjonowała do końca 2001 roku.
Od 1 stycznia 1999 w nowym w województwie podkarpackim i powiecie bieszczadzkim z siedzibą w Ustrzykach Dolnych.
1 stycznia 2002 od gminy Olszanica odłączono kolejne połacie Pogórza Przemyskiego, łącznie osiem miejscowości o powierzchni 7345,32 ha, włączając je do gminy Ustrzyki Dolne: Brelików (754,42 ha), Leszczowate (1379,57 ha), Ropienka (1336,92), Serednica (966,58 ha), Stańkowa (971,47 ha), Wola Maćkowa (283,20 ha), Wola Romanowa (390,22 ha) i Zawadka (1262,94 ha). Tym samym w granicach gminy Olszanica pozostały już tylko dwa sołectwa z Pogórza Przemyskiego (Paszowa i Wańkowa).
Tego samego dnia (1 stycznia 2002) gmina weszła w skład (wydzielonego z powiatu bieszczadzkiego) powiatu leskiego.

### Przynależność administracyjna miejscowości gminy Olszanica w różnych latach
| Gromada/sołectwo    | 1934–39   | 1939–41      | 1941–44   | 1944–45      | 1945–48      | 1948–51      | 1952–54   | 1954–60     | 1960–72   | 1973–76     | 1976–77 (I) | 1977 (II–III) | 1977 (IV)–2002 | 2002–       |
| ------------------- | --------- | ------------ | --------- | ------------ | ------------ | ------------ | --------- | ----------- | --------- | ----------- | ----------- | ------------- | -------------- | ----------- |
| Arłamów             | Dobromil  | ZSRR, Dobr.  | Dobromil  | ZSRR, Dobr.  | Rybotycze    | Rybotycze    | Wojtkowa  | Wojtkowa    | Wojtkowa  | Ropienka    | Ropienka    | Olszanica     | Ustrzyki D.    | Ustrzyki D. |
| Brelików            | Ropienka  | ZSRR, Leski  | Ropienka  | ZSRR, Leski  | Ropienka     | Ropienka     | Ropienka  | Wańkowa     | Wańkowa   | Ropienka    | Ropienka    | Olszanica     | Olszanica      | Ustrzyki D. |
| Bóbrka              | Łobozew   | ZSRR, Leski  | Łobozew   | ZSRR, Leski  | Olszanica    | Olszanica    | Olszanica | Orelec      | Uherce M. | Olszanica   | Olszanica   | Solina        | Solina         | Solina      |
| Bereżnica Niżna     | Olszanica | Hoczew       | Olszanica | Hoczew       | Olszanica    | Olszanica    | Olszanica | Orelec      | Uherce M. | Olszanica   | Olszanica   | Solina        | Solina         | Solina      |
| Grąziowa            | Wojtkowa  | ZSRR, Dobr.  | Wojtkowa  | ZSRR, Dobr.  | Wojtkowa     | Wojtkowa     | Wojtkowa  | Wojtkowa    | Wojtkowa  | Ropienka    | Ropienka    | Olszanica     | Ustrzyki D.    | Ustrzyki D. |
| Jamna Dolna         | Rybotycze | ZSRR, Dobr.  | Rybotycze | ZSRR, Dobr.  | Rybotycze    | Rybotycze    | Wojtkowa  | Wojtkowa    | Wojtkowa  | Ropienka    | Ropienka    | Olszanica     | Ustrzyki D.    | Ustrzyki D. |
| Jamna Górna         | Rybotycze | ZSRR, Dobr.  | Rybotycze | ZSRR, Dobr.  | Rybotycze    | Rybotycze    | Wojtkowa  | Wojtkowa    | Wojtkowa  | Ropienka    | Ropienka    | Olszanica     | Ustrzyki D.    | Ustrzyki D. |
| Jawor               | Wołkowyja | ZSRR, Ustrz. | Wołkowyja | ZSRR, Ustrz. | ZSRR, Ustrz. | ZSRR, Ustrz. | Łobozew   | Łobozew     | Łobozew   | Ustrzyki D. | Olszanica   | Solina        | Solina         | Solina      |
| Jureczkowa          | Wojtkowa  | ZSRR, Dobr.  | Wojtkowa  | ZSRR, Dobr.  | Wojtkowa     | Wojtkowa     | Wojtkowa  | Krościenko  | Wojtkowa  | Ropienka    | Ropienka    | Olszanica     | Ustrzyki D.    | Ustrzyki D. |
| Kwaszenina          | Dobromil  | ZSRR, Dobr.  | Dobromil  | ZSRR, Dobr.  | ZSRR, Dobr.  | Wojtkowa     | Wojtkowa  | Wojtkowa    | Wojtkowa  | Ropienka    | Ropienka    | Olszanica     | Ustrzyki D.    | Ustrzyki D. |
| Leszczowate         | Ropienka  | ZSRR, Leski  | Ropienka  | ZSRR, Leski  | Ropienka     | Ropienka     | Ropienka  | Wańkowa     | Wańkowa   | Ropienka    | Ropienka    | Olszanica     | Olszanica      | Ustrzyki D. |
| Łobozew Dolny       | Łobozew   | ZSRR, Leski  | Łobozew   | ZSRR, Leski  | Olszanica    | Olszanica    | Łobozew   | Łobozew     | Łobozew   | Ustrzyki D. | Ustrzyki D. | Solina        | Ustrzyki D.    | Ustrzyki D. |
| Myczkowce           | Olszanica | ZSRR, Leski  | Olszanica | ZSRR, Leski  | Olszanica    | Olszanica    | Olszanica | Uherce M.   | Uherce M. | Olszanica   | Olszanica   | Solina        | Solina         | Solina      |
| Nowosielce Kozickie | Wojtkowa  | ZSRR, Dobr.  | Wojtkowa  | ZSRR, Dobr.  | Wojtkowa     | Wojtkowa     | Wojtkowa  | Wojtkowa    | Wojtkowa  | Ropienka    | Ropienka    | Olszanica     | Ustrzyki D.    | Ustrzyki D. |
| Olszanica           | Olszanica | ZSRR, Leski  | Olszanica | ZSRR, Leski  | Olszanica    | Olszanica    | Olszanica | Olszanica   | Olszanica | Olszanica   | Olszanica   | Olszanica     | Olszanica      | Olszanica   |
| Orelec              | Olszanica | ZSRR, Leski  | Olszanica | ZSRR, Leski  | Olszanica    | Olszanica    | Olszanica | Orelec      | Uherce M. | Olszanica   | Olszanica   | Olszanica     | Olszanica      | Olszanica   |
| Paszowa             | Ropienka  | ZSRR, Leski  | Ropienka  | ZSRR, Leski  | Ropienka     | Ropienka     | Ropienka  | Wańkowa     | Wańkowa   | Ropienka    | Ropienka    | Olszanica     | Olszanica      | Olszanica   |
| Ropienka            | Ropienka  | ZSRR, Leski  | Ropienka  | ZSRR, Leski  | Ropienka     | Ropienka     | Ropienka  | Ropienka    | Ropienka  | Ropienka    | Ropienka    | Olszanica     | Olszanica      | Ustrzyki D. |
| Rudenka             | Olszanica | ZSRR, Leski  | Olszanica | ZSRR, Leski  | Olszanica    | Olszanica    | Olszanica | Olszanica   | Olszanica | Olszanica   | Olszanica   | Olszanica     | Olszanica      | Olszanica   |
| Serednica           | Ropienka  | ZSRR, Leski  | Ropienka  | ZSRR, Leski  | Ropienka     | Ropienka     | Ropienka  | Wańkowa     | Wańkowa   | Ropienka    | Ropienka    | Olszanica     | Olszanica      | Ustrzyki D. |
| Solina              | Wołkowyja | ZSRR, Ustrz. | Wołkowyja | ZSRR, Ustrz. | ZSRR, Ustrz. | Wołkowyja    | Wołkowyja | Myczków     | Myczków   | Olszanica   | Olszanica   | Solina        | Solina         | Solina      |
| Stańkowa            | Ropienka  | ZSRR, Leski  | Ropienka  | ZSRR, Leski  | Ropienka     | Ropienka     | Ropienka  | Ropienka    | Ropienka  | Ropienka    | Ropienka    | Olszanica     | Olszanica      | Ustrzyki D. |
| Stefkowa            | Olszanica | ZSRR, Leski  | Olszanica | ZSRR, Leski  | Olszanica    | Olszanica    | Olszanica | Olszanica   | Olszanica | Olszanica   | Olszanica   | Olszanica     | Olszanica      | Olszanica   |
| Trójca              | Rybotycze | ZSRR, Dobr.  | Rybotycze | ZSRR, Dobr.  | Rybotycze    | Rybotycze    | Wojtkowa  | Wojtkowa    | Wojtkowa  | Ropienka    | Ropienka    | Olszanica     | Ustrzyki D.    | Ustrzyki D. |
| Trzcianiec          | Wojtkowa  | ZSRR, Dobr.  | Wojtkowa  | ZSRR, Dobr.  | Wojtkowa     | Wojtkowa     | Wojtkowa  | Wojtkowa    | Wojtkowa  | Ropienka    | Ropienka    | Olszanica     | Ustrzyki D.    | Ustrzyki D. |
| Uherce Mineralne    | Olszanica | ZSRR, Leski  | Olszanica | ZSRR, Leski  | Olszanica    | Olszanica    | Olszanica | Uherce M.   | Uherce M. | Olszanica   | Olszanica   | Olszanica     | Olszanica      | Olszanica   |
| Ustjanowa Dolna     | Łobozew   | ZSRR, Leski  | Łobozew   | ZSRR, Leski  | Olszanica    | Olszanica    | Łobozew   | Ustjanowa   | Ustjanowa | Ustrzyki D. | Ustrzyki D. | Ustrzyki D.   | Ustrzyki D.    | Ustrzyki D. |
| Wańkowa             | Ropienka  | ZSRR, Leski  | Ropienka  | ZSRR, Leski  | Ropienka     | Ropienka     | Ropienka  | Wańkowa     | Wańkowa   | Ropienka    | Ropienka    | Olszanica     | Olszanica      | Olszanica   |
| Wojtkowa            | Wojtkowa  | ZSRR, Dobr.  | Wojtkowa  | ZSRR, Dobr.  | Wojtkowa     | Wojtkowa     | Wojtkowa  | Wojtkowa    | Wojtkowa  | Ropienka    | Ropienka    | Olszanica     | Ustrzyki D.    | Ustrzyki D. |
| Wojtkówka           | Wojtkowa  | ZSRR, Dobr.  | Wojtkowa  | ZSRR, Dobr.  | Wojtkowa     | Wojtkowa     | Wojtkowa  | Wojtkowa    | Wojtkowa  | Ropienka    | Ropienka    | Olszanica     | Ustrzyki D.    | Ustrzyki D. |
| Wola Maćkowa        | Ropienka  | ZSRR, Leski  | Ropienka  | ZSRR, Ustrz. | ZSRR, Ustrz. | Ropienka     | Ropienka  | Brzegi Dln. | Jasień    | Ropienka    | Ropienka    | Ustrzyki D.   | Olszanica      | Ustrzyki D. |
| Wola Romanowa       | Ropienka  | ZSRR, Leski  | Ropienka  | ZSRR, Leski  | Ropienka     | Ropienka     | Ropienka  | Brzegi Dln. | Jasień    | Ropienka    | Ropienka    | Ustrzyki D.   | Olszanica      | Ustrzyki D. |
| Zabrodzie           | Łobozew   | Wołkowyja    | Łobozew   | Wołkowyja    | Olszanica    | Olszanica    | Olszanica | Orelec      | Uherce M. | Olszanica   | Olszanica   | Solina        | Solina         | Solina      |
| Zawadka             | Ropienka  | ZSRR, Leski  | Ropienka  | ZSRR, Leski  | Ropienka     | Ropienka     | Ropienka  | Ropienka    | Ropienka  | Ropienka    | Ropienka    | Olszanica     | Olszanica      | Ustrzyki D. |
| Zwierzyń            | Olszanica | Hoczew       | Olszanica | Hoczew       | Olszanica    | Olszanica    | Olszanica | Uherce M.   | Uherce M. | Olszanica   | Olszanica   | Olszanica     | Olszanica      | Olszanica   |

## Sąsiednie gminy
Lesko, Solina, Tyrawa Wołoska, Ustrzyki Dolne